# Daniel Barrow
Daniel Hubert Barrow (* 22. Juli 1909 in Yeadon, Pennsylvania; † 4. November 1993 in Harrisburg, Pennsylvania) war ein Ruderer aus den Vereinigten Staaten.
Barrow begann bereits an der High School mit dem Rudersport und gehörte später dem Penn Athletic Club an. 1930 trat der Achter des Penn AC bei den Europameisterschaften in Lüttich an und gewann den Titel.
1934 und 1935 siegte Barrow bei den US-Meisterschaften im Doppelzweier. Seinen einzigen Titel im Einer gewann er 1936. Mit diesem Titel qualifizierte er sich für die Teilnahme an den Olympischen Spielen in Berlin. Dort belegte Barrow den fünften Platz in seinem Vorlauf, gewann seinen Zwischenlauf und belegte im Halbfinale den zweiten Platz hinter dem Deutschen Gustav Schäfer. Im Finale siegte Schäfer mit vier Sekunden Vorsprung vor dem Österreicher Josef Hasenöhrl, mit zwei Sekunden Rückstand auf Hasenöhrl erreichte Barrow das Ziel und erhielt die Bronzemedaille.